# Álope (Lócride oriental)

Mapa de la zona de Grecia central donde se ubican algunas de las principales ciudades de la antigua Lócride. Álope se ubicaba en la parte oriental, aunque hay documentada otra ciudad llamada Álope en la zona de Lócride Ozolia cuya ubicación no es conocida con seguridad.

Álope (en griego, Αλόπη) es el nombre de una antigua ciudad griega de Lócride oriental.
Estrabón la sitúa en la zona de los epicnemidios y la distingue de otras dos poblaciones con el mismo nombre, una en la zona de Lócride Ozolia y otra en la Ftiótide.
Fue escenario de una batalla donde, en el año 431 a. C., durante la guerra del Peloponeso, las tropas atenienses al mando de Cleopompo vencieron a las de los locrios que acudieron en socorro de los habitantes de la ciudad de Tronio.